# Cristian Ugalde i García
Cristian Ugalde i García (Barcelona, 19 d'octubre de 1987) és un jugador d'handbol català. Aquest esportista de Sant Joan Despí juga a la posició d'extrem esquerre al MKB Veszprém KC de la lliga hongaresa. Mesura 1,84 metres i pesa 76 kg
Va debutar amb el FCBarcelona a la lliga Asobal el 20 d'octubre de 2004, un día després del seu 17 aniversari, on s'enfrentà al BM Granollers. De mica en mica, guanyà pes dins l'equip blaugrana fins a arribar a la Selecció Espanyola absoluta el 17 de juny de 2007. Hi ha anat 83 vegades i ha fet 189 gols. En la temporada 2012-2013 va fitxar pel MKB Veszprém KC, va signar per tres temporades.
Jugador especialment veloç amb una eficàcia de cara a gol tant des de la seva posició com al contraatac. Al mundial de Suècia, amb la selecció espanyola, es va consolidar defensivament com a avançat. Actualment té molta experiència i pot actuar sense cap problema de defensor i atacant.

## Equips
- FC Barcelona (2005 - 2012)
- MKB Veszprém KC (2012-)

## Palmarès
- 1 vegada campió de la Lliga ASOBAL: 2005-2006
- 2 vegades campió de la Copa del Rei: 2006-2007/ 2008-2009
- 3 vegades campió de la Supercopa d'Espanya: 2006-2007/ 2008-2009/ 2009-2010
- 4 vegades campió de la Lliga dels Pirineus: 2005-2006/ 2006-2007/ 2007-2008/ 2009-2010

(Actualitzat a 6 de setembre del 2009)